# Dungeons & Dragons: Heroes of Neverwinter
Heroes of Neverwinter war ein für die Social-Media-Plattform Facebook entwickeltes Computer-Rollenspiel von Liquid Entertainment und Atari. Es handelte sich um ein Free-to-play-Titel mit Social-Gaming-Funktionen und ist ein Lizenzspiel zum Rollenspiel-Regelwerk Dungeons & Dragons. Es wurde zum Dezember 2012 wieder eingestellt.

## Spielprinzip

### Allgemein
Der Spieler erstellte sich eine eigene Spielfigur nach Rasse (Mensch, Eldar/Elf, Dragonkin und Halbling) und Klasse (Kämpfer, Dieb, Zauberer und Kleriker) sowie durch Punkteverteilung auf gängige Fähigkeiten des D&D-Regelwerks. Ausgehend von der zentralen Anlaufstelle in der Stadt Niewinter konnte der Spieler in der dortigen Taverne Begleiter anheuern und Aufträge annehmen. Die dazugehörigen Dungeons bestanden aus mehreren Räumen, die schachbrettartig in quadratische Felder unterteilt und miteinander verbunden waren. Das Spielfeld wurde aus einer isometrischen Perspektive betrachtet. Die Erkundung des Dungeons und Bekämpfung der darin auftauchenden Gegner erfolgte in rundenbasierten Spielzügen. In den Kämpfen stand jedem Charakter eine bestimmte Anzahl an Aktionspunkten zur Verfügung, die er für Bewegung, Attacken, Zauber oder die Verwendung von Objekten einsetzen konnte. Besiegte Gegner hinterließen in einigen Fällen Beutegegenstände. Hob der Spieler diese auf, erhielt er die Wahl zwischen drei zunächst verdeckten Gegenständen, aus denen er sich einen aussuchen musste. Für getötete Feinde und erledigte Aufträge gab es für die Spielfigur Erfahrungspunkte. Mit ausreichenden Erfahrungspunkten stieg die Spielfigur im Charakterlevel, wodurch sie neue Fähigkeiten erlangen oder vorhandene verbessern konnte.
Ab dem 10. Level konnte ein Spieler mit Hilfe eines dann freigeschalteten Leveleditors eigene Karten erstellen und anderen Spielern zur Verfügung stellen. Unter den angeheuerten Begleitern konnten auch Charaktere von Facebook-Freunden sein, die dafür im Gegenzug Gold und Erfahrungspunkte erhielten. Ein Beobachter-Modus erlaubte es dem Facebook-Freund außerdem, beim Spielen zuzuschauen.

### Monetarisierung
Das Spiel war prinzipiell kostenlos spielbar, der Spielfluss wurde jedoch durch eine Energieleiste gehemmt. War deren Wert zu gering, konnte der Spieler keine neuen Abenteuer beginnen und musste warten, bis sich diese nach einer gewissen Wartezeit regeneriert hatte. Alternativ konnte gegen den Einsatz von echtem Geld die Premiumwährung Astraldiamanten erworben und die Energieleiste wieder aufgefüllt werden. Auch gab es verschiedene Komfort- und Hilfefunktionen, die auf diese Weise genutzt werden konnten. Dazu zählte beispielsweise die Möglichkeit, bei der Beutewahl alle drei Optionen bereits vorab sehen und dann gezielt auswählen zu können.

## Entwicklung
Heroes of Neverwinter wurde im Juni 2011 angekündigt. Es stützt sich auf die 4. Regelwerksedition. Im August gab Atari nach einem Rechtsstreit mit D&D-Rechteinhaber Hasbro die Rollenspiellizenz nach zehn Jahren zurück, durfte jedoch Heroes of Neverwinter und Daggerdale weiter vermarkten. Anfang Oktober 2011 ging das Spiel in die offene Betaphase. Zu Halloween veröffentlichte Liquid Entertainment ein thematisches Update mit neuen Ausrüstungsgegenständen und Aufträgen.

## Rezeption
„Heroes of Neverwinter überrascht. Wer eine Art Farmville oder ein kindergerechtes, abgespecktes Rollenspielchen erwartet, der wird positiv staunen. Heroes of Neverwinter hat viel von einem ‚echten‘ RPG, erinnert an ein Brettspiel und besitzt überraschenden Tiefgang.“

Im Dezember 2012 wurde das Spiel zugunsten des nie veröffentlichten Mobile Games Dungeons & Dragons: Warband eingestellt.